# Эффект Алчиана — Аллена
Эффект Алчиана — Аллена был описан в 1964 году Арменом Алчианом и Уильямом Алленом в книге «University Economics» («Университетская экономика», в поздних изданиях — «Exchange and Production», «Обмен и производство»). Утверждается, что если для двух товаров-заменителей, таких как высокие и низкие сорта одного и того же продукта, цены на фиксированное количество товара увеличиваются одновременно (например, при увеличении транспортных расходов или аккордного налога), потребление будет смещаться в сторону более высокосортной продукции. Это происходит из-за того, что увеличение цены на единицу товара уменьшает относительную цену высокосортного товара.
Предположим, например, что высококачественные кофейные зёрна стоят 3 условные единицы за кг, а низкосортные — 1,5 у. е. за кг; в этом примере высококачественные зёрна стоят в два раза дороже низкосортных зёрен. Добавим стоимость международной транспортировки 1 у. е. за кг. Теперь эффективная цена составляет, соответственно, 4 и 2,5 условные единицы; высококачественные зёрна теперь лишь в 1,6 раза дороже низкосортных. Это уменьшение относительной разницы цен стимулирует зарубежных покупателей кофе выбирать более высокое соотношение высококачественных зёрен к низкосортным по сравнению с местными покупателями.
Эффект был изучен применительно к наркотикам, и было доказано, что содержание активных веществ в марихуане увеличивается в ответ на увеличение бюджетов правоохранительных органов, аналогичный эффект увеличения крепости алкоголя был замечен во время сухого закона в США. Этот эффект называют «железным законом» или «кардинальным правилом» запретов.
Другой пример заключается в том, что австралийцы пьют более качественные калифорнийские вина, чем жители Калифорнии, и наоборот, потому что транспортные расходы оправданы только для самых дорогих вин.
В обиходе теорема Алчиана — Аллена также известна как «теорема об экспорте хороших яблок» («Shipping the good apples out») Борчердинга или как «третий закон спроса».